# Titularbistum Danaba
Danaba ist ein Titularbistum der römisch-katholischen Kirche. 
Es geht zurück auf einen früheren Bischofssitz in der gleichnamigen antiken Stadt, die sich in der Landschaft Phönizien im heutigen nördlichen Libanon befand. Das Bistum gehörte der Kirchenprovinz Damascus an.
| Titularbischöfe von Danaba |                                      | |                    |                    |
| Nr.                        | Name                                 | Amt | von                | bis                |
| 1                          | Miguel Esteban Pérez Estremera OS    | | 3. August 1729     | 1732               |
| 2                          | Johann Joseph Schüller von Ehrenthal | Apostolischer Präfekt in den beiden Lausitzen (Deutschland)                                                                           | 10. Juli 1783      | 14. September 1794 |
| 3                          | Carlo Caccia Dominioni               | Weihbischof in Mailand (Italien) | 1855               | 3. August 1857     |
| 4                          | Augustin Verot PSS                   | Apostolischer Vikar von Florida (USA)                                                                                                 | 21. Dezember 1857  | 14. Juli 1861      |
| 5                          | Edmond-François Guierry CM           | Koadjutorvikar von Nord Chi-Li und Pe-Kin Apostolischer Vikar von Nord Chi-Li und Pe-Kin Apostolischer Vikar von Ost-Chekiang (China) | 22. September 1864 | 8. August 1883     |
| 6                          | Marijan Marković OFM                 | Apostolischer Administrator von Banja Luka (Bosnien und Herzegowina)                                                                  | 27. März 1884      | 20. Juni 1912      |
| 7                          | Ignatius Gabriel I. Tappouni         | Apostolischer Vikar von Mardin (Irak)                                                                                                 | 14. September 1912 | 19. Januar 1913    |
| 8                          | Arnold Frans Diepen                  | Koadjutorbischof von ’s-Hertogenbosch (Niederlande)                                                                                   | 11. Februar 1915   | 22. Dezember 1919  |
| 9                          | Valentin Wojciech                    | Weihbischof in Breslau (seit 1945 Polen)                                                                                              | 8. März 1920       | 29. Mai 1940       |
| 10                         | Albert Soegijapranata SJ             | Apostolischer Vikar von Semarang (Indonesien) Militärvikar von Indonesien                                                             | 1. August 1940     | 3. Januar 1961     |
| 11                         | Luis Mena Arroyo                     | Weihbischof in Mexiko-Stadt (Mexiko)                                                                                                  | 13. Juli 1961      | 1. September 1964  |